# Jean-Louis Close
Pour les articles homonymes, voir Close.
Jean-Louis Close (né à Namur le 11 mai 1947) est docteur en droit et homme politique belge, membre du Parti socialiste. 

## Biographie
Il est le fils de René Close et de Jeanne Bovesse et petit-fils de François Bovesse et de Juliette Bilande. 
Il a été échevin des Affaires sociales de 1977 à 1982, bourgmestre de Namur de 1983 à 2000, échevin du Patrimoine, de la Citadelle, de la Régie Foncière, des Relations internationales et de la Coopération  de 2001 à 2006, conseiller communal de 2006 à 2012 et conseiller provincial depuis mars 1974.
Il a été également président du Bureau économique de la Province de 1992 à 2006 et également de l'asbl NEW (Association de promotion socio-économique de la Région namuroise) jusqu'en 2006.